# Rånäs bruk
Rånäs är en bruksort i Fasterna socken i västra delen av Norrtälje kommun i Stockholms län. Rånäs bruk ligger strax söder om tätorten Rånäs, norr om Skedviken och cirka 7 kilometer nordväst om Rimbo. Sedan 1990 avgränsar SCB här en småort.

## Historia
Rånäs bruk var Upplands sydligaste vallonbruk. 1774 flyttade ägaren till Gimo bruk, bergsrådet Jean le Febure, en av Gimos två vallonhammare till Rånäs bruk. Under sena 1700-talet producerade Rånäs bruk 1500 skeppund stångjärn årligen. Smidesverksamhet i Rånäs pågick till 1894.
Här har släkterna Oxenstierna, Stenbock och Reuterskiöld haft egendom sedan 1300-talet. Rånäs slott i sen empirestil uppfördes 1833–1844 för Axel Didrik Reuterskiöld (1779-1834) efter ritningar av Per Axel Nyström.
På 1940-talet har här tillverkats zinkvitt av Rånäs Bruks AB som köpte och byggde om det gamla slottsstallet till sin fabrik. Man tillverkade zinkvitt fram till början på 1990-talet och var då Sveriges enda zinkvittsfabrik. Sedan 1951 tillverkas även bilfjädrar på orten.
Numera finns Rånäs Bruk AB som driver ett flertal verksamheter kring Norrtälje, Rimbo, Åkersberga och Stockholm.

## Befolkningsutveckling
| Befolkningsutvecklingen i Rånäs bruk/Rånäs 1960–2015                                 | Befolkningsutvecklingen i Rånäs bruk/Rånäs 1960–2015 | Befolkningsutvecklingen i Rånäs bruk/Rånäs 1960–2015 | Befolkningsutvecklingen i Rånäs bruk/Rånäs 1960–2015 | Befolkningsutvecklingen i Rånäs bruk/Rånäs 1960–2015 |
| ------------------------------------------------------------------------------------ | ---------------------------------------------------- | ---------------------------------------------------- | ---------------------------------------------------- | ---------------------------------------------------- |
|                                                                                      |                                                      |                                                      |                                                      |                                                      |
| År                                                                                   |                                                      |                                                      | Folkmängd                                            | Areal (ha)                                           |
| 1960                                                                                 | 1960                                                 |                                                      | 177                                                  | ¤                                                    |
| 1990                                                                                 | 1990                                                 |                                                      | 69                                                   | 26#                                                  |
| 1995                                                                                 | 1995                                                 |                                                      | 78                                                   | 26#                                                  |
| 2000                                                                                 | 2000                                                 |                                                      | 96                                                   | 27#                                                  |
| 2005                                                                                 | 2005                                                 |                                                      | 101                                                  | 21#                                                  |
| 2010                                                                                 | 2010                                                 |                                                      | 110                                                  | 21#                                                  |
| 2015                                                                                 | 2015                                                 |                                                      | 96                                                   | 25#                                                  |
| Anm.: 1960 som Rånäs bruk ¤ Som tätortsbebyggelse med 150-199 invånare # Som småort. |                                                      |                                                      |                                                      |                                                      |

## Bilder

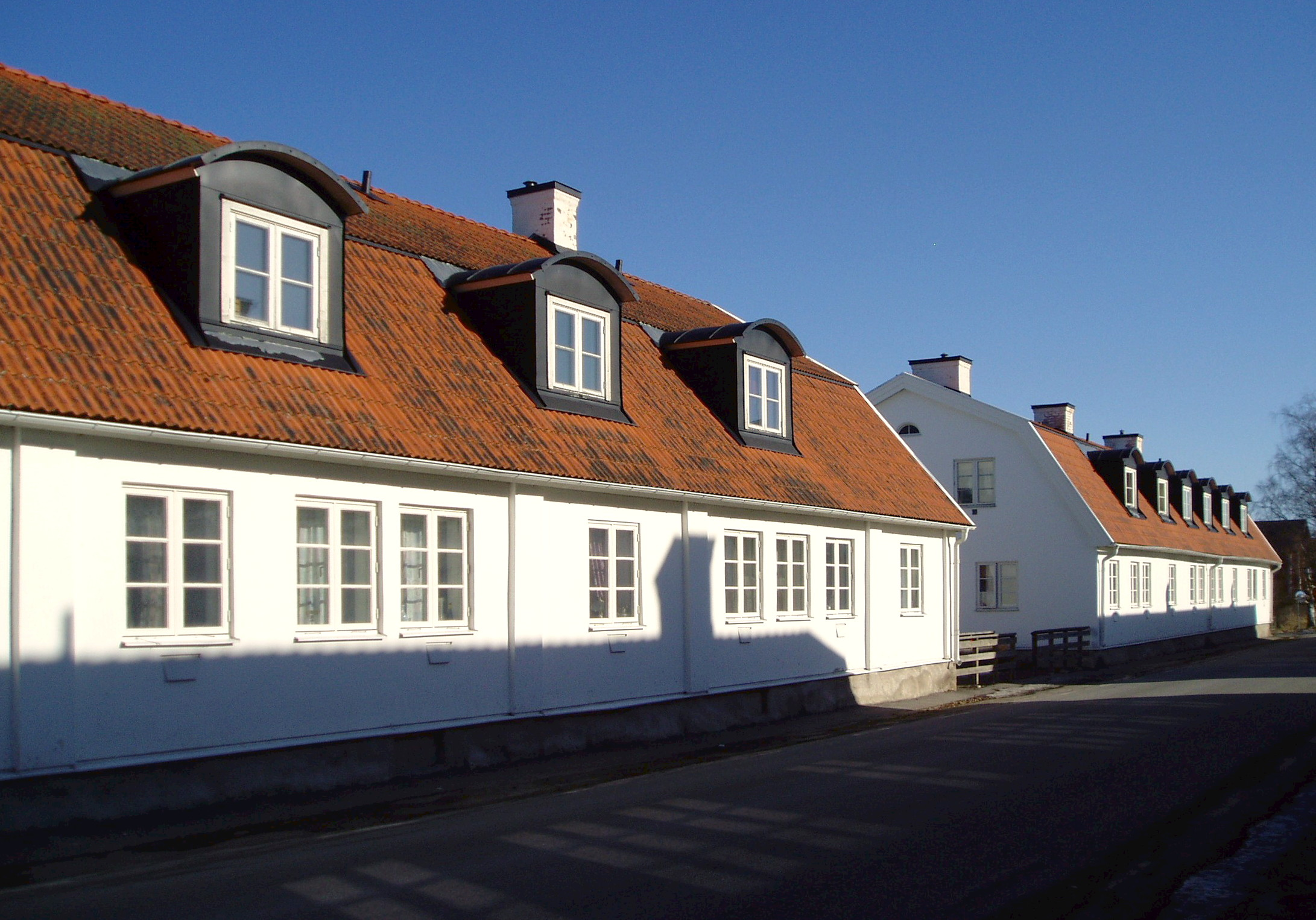
Byggnader i Bruksgatan 2012
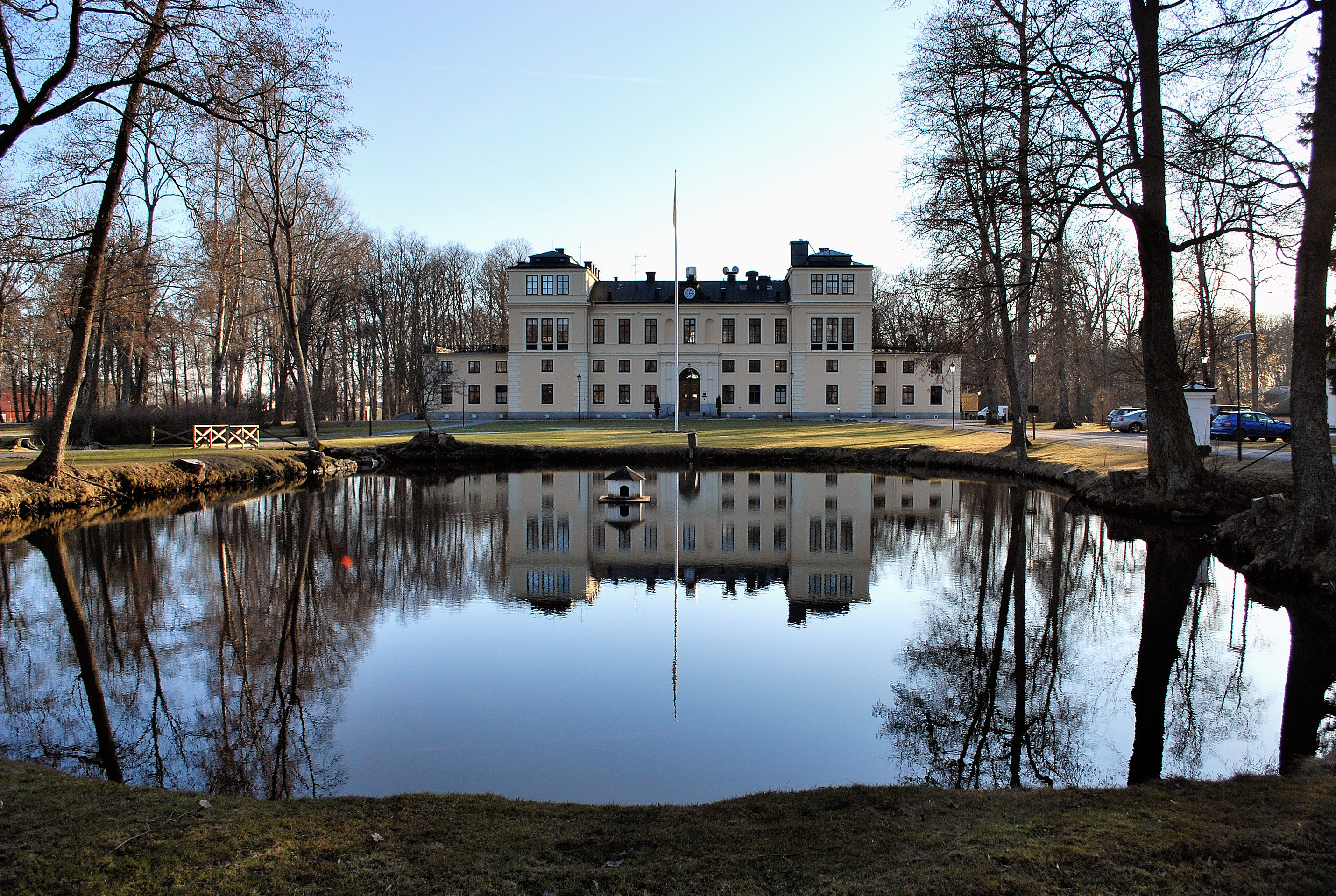
Rånäs slott
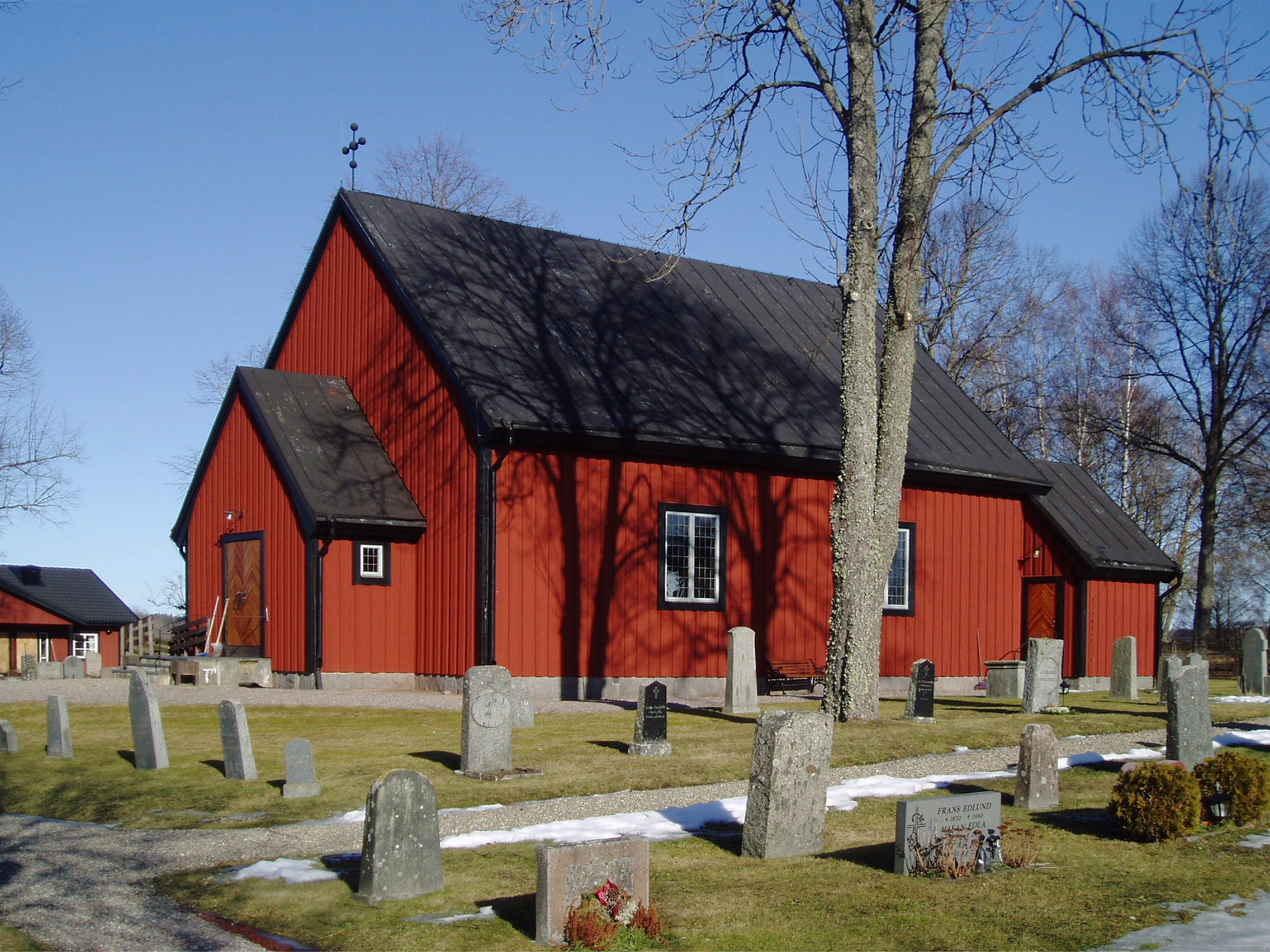
Rånäs kapell
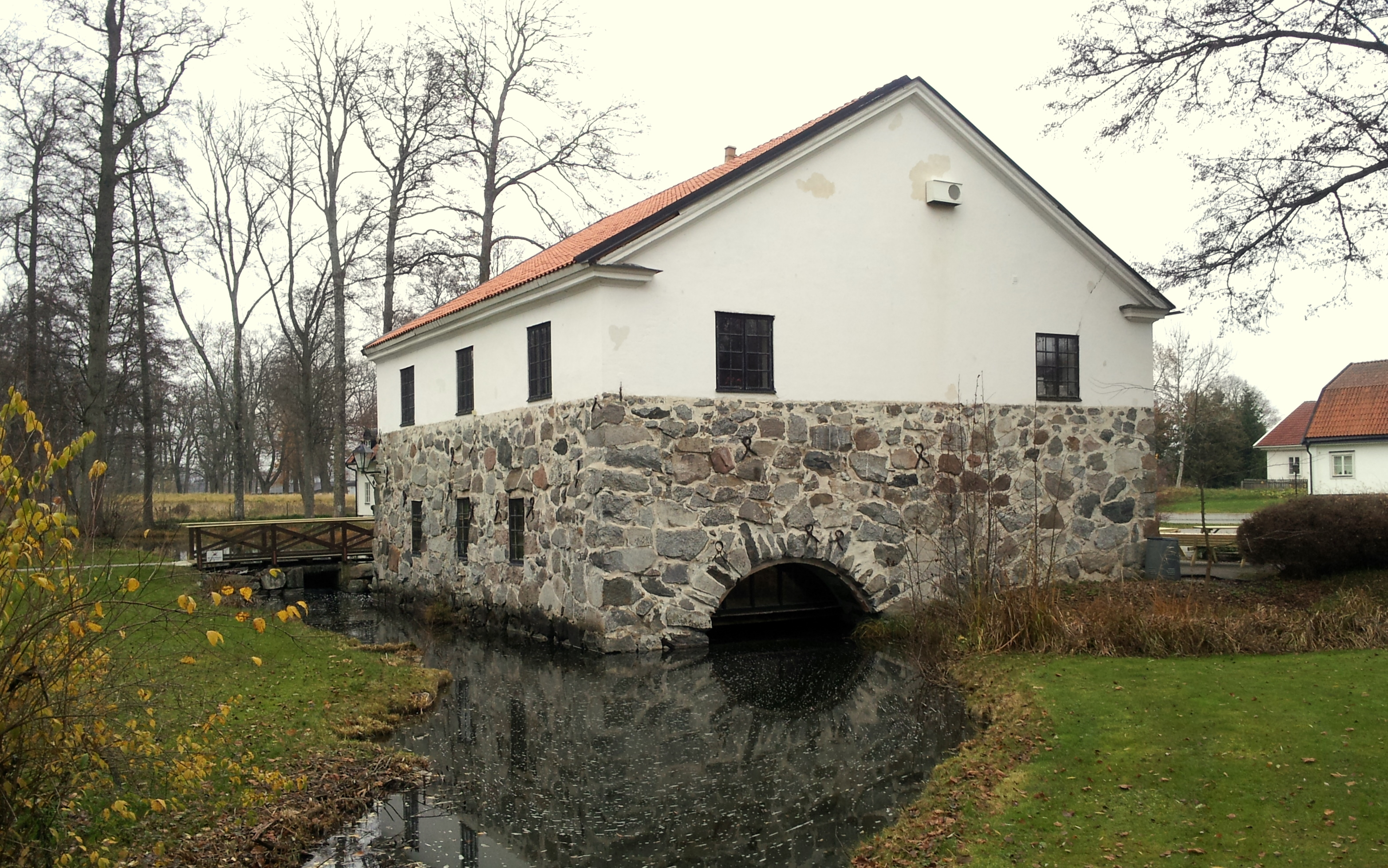
Stenkvarnen